# 新昌孟氏
新昌孟氏（신창 맹씨）是韩国（朝鲜民族）孟姓的一个本贯。在大韩民国2000年人口调查中，新昌孟氏共有5,631家口，18,147人。
新昌孟氏的先祖可追溯到新罗真圣女王2年（888年）由中国东来新罗的孟子第39世孙，翰林院五經博士孟承訓（承誨之弟）。高丽忠烈王时代，其后世的孟家第51世孙孟儀（맹의）受封为新昌伯（신창백），孟氏后代便以新昌作为其姓氏的本贯。